# Vitamin Records
Vitamin Records ist ein Musiklabel in den Vereinigten Staaten. Es wurde 1999 in Los Angeles gegründet.
In der Reihe String Quartet Tribute des Vitamin String Quartet bietet es Aufnahmen von Coverversionen von Streichquartetten mit Stücken bekannter Musikgruppen, unter anderem von Coldplay, Linkin Park und Metallica.